# Tahir Zahidov
Tahir Zahidov (ur. 10 lutego 1979) – azerski zapaśnik walczący w stylu klasycznym. Olimpijczyk z Atlanty 1996, gdzie zajął czternaste miejsce w wadze minimuszej.
Zajął 21. miejsce na mistrzostwach świata w 1995. Ósmy na mistrzostwach Europy w 1996. Mistrz świata kadetów w 1994 i 1995 roku.

## Letnie Igrzyska Olimpijskie 1996
| Konkurencja | Eliminacje              | Repasaże                  | Repasaże                     | Klas. końcowa |
| Konkurencja | Przeciwnik I            | Przeciwnik I              | Przeciwnik II                | Miejsce       |
| ----------- | ----------------------- | ------------------------- | ---------------------------- | ------------- |
| 48 kg       | Oleg Kuczerenko (GER) P | Abdullah Al-Izani (YEM) Z | Francesco Costantino (ITA) P | 14.           |